# Triglochin minutissima
Triglochin minutissima là một loài thực vật có hoa trong họ Juncaginaceae. Loài này được F.Muell. miêu tả khoa học đầu tiên năm 1867.